# 2020년 하계 올림픽 에티오피아 선수단
2020년 하계 올림픽 에티오피아 선수단은 2021년 일본 도쿄에서 열린 2020년 하계 올림픽에 참가한 올림픽 에티오피아 선수단이다.
에티오피아는 2020년 도쿄 하계 올림픽에 출전했다. 원래 2020년 7월 24일부터 8월 9일까지 열릴 예정이었던 올림픽은 코로나19 범유행으로 인해 2021년 7월 23일부터 8월 8일로 연기되었다. 에티오피아의 도쿄 참가는 아프리카(1976), 소련(1984), 북한(1988) 보이콧에 참여하여 세 번이나 결장한 1956년 첫 대회 이후 14번째 하계 올림픽 출전이었다. 에티오피아는 총 4개의 메달(금 1개, 은메달 1개, 동메달 2개)을 획득하며 도쿄를 떠났다. 이는 2016년 리우데자네이루 하계 올림픽의 이전 종합 기록보다 감소한 수치이자 1996년 이후 가장 낮은 메달 수이다.

## 출전 선수
| 종목   | 남자 | 여자 | 전체 |
| ------ | ---- | ---- | ---- |
| 육상   | 16   | 19   | 35   |
| 사이클 | 0    | 1    | 1    |
| 수영   | 1    | 0    | 1    |
| 태권도 | 1    | 0    | 1    |
| 전체   | 18   | 20   | 38   |

## 같이 보기
- 올림픽 에티오피아 선수단